# Kasachische Eishockeymeisterschaft 1997/98
Die Saison 1997/98 war die sechste Spielzeit der kasachischen Eishockeyprofiliga. Es nahmen zwei Vereine, die insgesamt vier Mannschaften stellten, am Wettbewerb teil. Den Titel des Kasachischen Meisters sicherte sich zum insgesamt sechsten Mal Torpedo Ust-Kamenogorsk. Ust-Kamenogorsk gewann damit auch zum sechsten Mal in Folge den Meistertitel.

## Modus
Die vier Teilnehmer spielten in einer Einfachrunde, so dass jede Mannschaft auf die Anzahl von drei Spielen kam. Die Mannschaft mit den meisten Punkten sicherte sich am Ende die Meisterschaft.
Für einen Sieg in der regulären Spielzeit von 60 Minuten erhielt eine Mannschaft zwei Punkte, der unterlegene Gegner ging leer aus. Bei einem Unentschieden erhielt jede Mannschaft einen Punkt.

## Abschlusstabelle
Nach Ablauf der drei Runden sicherte sich Torpedo Ust-Kamenogorsk den Meistertitel mit drei Siegen vor dem HK Bulat Temirtau. Das Team aus Ust-Kamenogorsk stellte insgesamt drei der vier Teilnehmer. Torpedo ließ neben der ersten und zweiten Seniorenmannschaft auch die Junioren des Vereins am Meisterschaftsbetrieb teilnehmen. Die Junioren belegten hinter der eigenen zweiten Mannschaft den vierten und letzten Rang.
Torpedo Ust-Kamenogorsk spielte im Saisonverlauf parallel in der zweitklassigen russischen Wysschaja Liga. Die zweite Mannschaft Torpedos und der HK Bulat Temirtau waren in der drittklassigen Perwaja Liga vertreten. Darüber hinaus nahm Torpedo Ust-Kamenogorsk am erstmals ausgetragenen IIHF Continental Cup im Jahr 1997 teil.
Abkürzungen: Sp = Spiele, S = Siege, U = Unentschieden, N = Niederlagen, Pkt = Punkte
|                                  | Sp | S | U | N | Tore  | Pkt |
| -------------------------------- | -- | - | - | - | ----- | --- |
| Torpedo Ust-Kamenogorsk          | 3  | 3 | 0 | 0 | 29:07 | 6:0 |
| HK Bulat Temirtau                | 3  | 2 | 0 | 1 | 17:10 | 4:2 |
| Torpedo Ust-Kamenogorsk 2        | 3  | 1 | 0 | 2 | 11:17 | 2:4 |
| Torpedo Ust-Kamenogorsk Junioren | 3  | 0 | 0 | 3 | 03:26 | 0:6 |

## Auszeichnungen
| Auszeichnung | Spieler                        | Team              |
| ------------ | ------------------------------ | ----------------- |
| Topscorer    | Pawel Zukanow                  | HK Bulat Temirtau |
| Topscorer    | 8 Punkte (7 Tore + 1 Vorlagen) |                   |